# صادق الخياط
الاستاذ الدكتور صادق الخياط أكاديمي عراقي وثاني رئيس لجامعة البصرة، حاصل على دكتوراه في علم الجراثيم من جامعة إدنبرة عام 1939, وسبق له أن حصل على البكالوريوس من الكلية الإمبراطورية بالهند عام 1933 بالطب البيطري، وصار عضواً في كلية الجراحين البيطريين عام 1942، ومديراً عاماً للمختبرات البيطرية في العراق للمدة من 1943 إلى 1946، ثم مديراً عاماً للبيطرة للمدة من 1946 إلى 1951، ثم أستاذاً في كلية الزراعة في نهاية عام 1951.
أسس عام 1955 أول كلية للطب البيطري، وأصبح عميدها منذ تأسيسها وحتى عام 1968، فاستحق عام 1957 وسام الرافدين من النوع المدني في العهد الملكي، ثم أصبح رئيساً لجامعة البصرة عام 1968، وكان أول رئيس لمجلس إدارة كليتها الطبية. ظل في مركزه هذا حتى إحالته إلى التقاعد عام 1969.